# Tianshengqiao-Talsperre
Die Tianshengqiao-Talsperre (chinesisch 天生橋水壩 / 天生桥水坝, Pinyin Tiānshēngqiáo shuǐbà, kurzTianshenqiao oder Tian Shen Qiao 天生桥,  Tiānshēngqiáo), amtlich „Tianshengqiao-Wasserkraftwerk – Klasse Eins“ (天生橋一級水電站 / 天生桥一级水电站,  Tiānshēngqiáo shuǐdiànzhàn) ist eine Talsperre an der Grenze der chinesischen Provinzen Guizhou und Guangxi, auf dem Gebiet der Kreise Anlong und Longlin. Gestaut wird der Nanpan Jiang, ein Quellfluss des Hongshui He (Westfluss) mit einem 178 m hohen CFR-Staudamm, einem der größten seiner Art. Es gibt auch abweichende Höhenangaben von 174,5 und 180 m. Die Talsperre trägt den Namen der Großgemeinde Tianshengqiao im autonomen Kreis Longlin (Guanxi), der Stausee heißt Wanfeng Hu (萬峰湖 / 万峰湖) und ist Namensgeber für die Großgemeinde Wanfenghu im Kreis Anlong (Guizhou).
Die 1999 fertiggestellte Talsperre dient der Stromerzeugung in einem Wasserkraftwerk mit einer Kapazität von 1200 MW, die durch zusätzliche Turbinen auf 2520 Megawatt im Endausbau erhöht wird. Die einzelnen Turbinen haben eine Leistungsfähigkeit von 4-mal 300 MW plus 6-mal 220 MW.
Die Betonwand an der Wasserseite, die zur Abdichtung dient, hat eine Fläche von 180.000 Quadratmetern.
Die Schaltanlage des Kraftwerks ist Ausgangspunkt einer 500-kV-HGÜ-Leitung nach Guangzhou.